# Brennan Savage
Brennan Savage (teljes nevén Brennan Edward Savage (Long Beach, New York, Egyesült Államok, 1996. április 7. -) amerikai rapper.

## Életpályája
Édesapja tűzoltó volt New York-ban, Savage 9-10 éves volt, amikor San Diegóba költöztek. Kezdetben főleg  rap és hip-hop dalokat adott ki, későbbi dalait inkább a melankólikus stílus jellemzi. Gyerekkori barátja volt a 2017-ben fentanil-xanax túladagolásban elhunyt népszerű rapsztárnak, Lil Peepnek.
Savage több alkalommal turnézott Európában, többek között Magyarországon, Ukrajnában és Oroszországban is fellépett.
Lemezei a Brennan Savage & Fish Narc illetve a Brennan Savage kiadásában jelennek meg.

## Albumai
- Savage (2016)
- Gone for Good (2016)
- Alive (2016)
- Demolition (2017)
- Badlands (2017)
- Garbage (2018)
- Drowning (2018)
- Tragedy (2019)
- From a Lonely Place (2020)
- Slow Motion (2020)
- Darkroom (2021)
- Till Death Do Us Part (2022)
- Tears (2023)